# 茂兴镇
茂兴镇，是中华人民共和国黑龙江省大庆市肇源县下辖的一个乡镇级行政单位。

## 行政区划
茂兴镇下辖以下地区：
当权村、自立村、一心村、合心村、幸福村、光明村和辉煌村。